# ポール・ボイヤー
ポール・ボイヤー（Paul Delos Boyer、1918年7月31日 - 2018年6月2日）は、アメリカ人生化学者。アデノシン三リン酸合成酵素の構造の解明に対して、1997年のノーベル化学賞を受賞した。

## 来歴
ボイヤーはユタ州のプロボに生まれた。プロボ高校に入学し、生徒会と討論部で活躍した。1939年にブリガムヤング大学で化学の学士号を取得し、大学院時代にはウィスコンシン卒業生基金の奨学金を受けた。ウィスコンシンを発つ5日前、ボイヤーはライダ・ウィッカーと結婚した。彼らは3人の子供と8人の孫に恵まれた。
1943年にウィスコンシン大学マディソン校から生化学の博士号を得た後は、スタンフォード大学で輸血用に血清アルブミンを安定化させるという軍事研究に従事した。その後ミネソタ大学で独立した研究室を持ち、酵素の研究に動力学、同位体、化学などの方法論を持ち込んだ。1955年にはグッゲンハイム・フェローを得て、ユーゴー・テオレルとともにアルコール脱水素酵素の研究を行った。1956年にはヒル基金の援助を得てミネソタ大学の医学部に移った。1959年から60年にかけてアメリカ化学会の会長の職に就き、1969年から70年にかけてはアメリカ生化学会の会長として活躍した。
1963年からはカリフォルニア大学ロサンゼルス校(UCLA)の化学および生化学の教授を務め、1965年には分子生物学研究所の責任者となった。また大学院部局間の調整にもあたった。しかしこのような激務でも彼の創造性は低下することがなく、ATP合成酵素の結合性に関して、3つの仮説を打ち立てた。即ち、獲得したエネルギーは最初からATPの合成に使われるのではなくリン酸基の結合を励起し、ATPの強い結合を緩ませるのに使われること。3つの活性部位は強制的に配列の結合性が変わること。酵素の外周にある活性サブユニットの結合性が変化が内部の小さなサブユニットの回転に由来するという仮定である。
ボイヤーは1963年から89年までAnnual Review of Biochemistry誌の編集長、または副編集長であった。また歴史あるThe Enzymes誌の編集長も兼ねていた。1981年、カリフォルニア大学ロサンゼルス校(UCLA)の講師になり、1989年にはアメリカ化学・分子生物学会のローズ賞も受賞した。その他、1974年にはストックホルム大学の、1996年にはミネソタ大学の、1998年にはウィスコンシン大学の、それぞれ名誉教授になっている。
2018年6月2日に死去したことがUCLAによって発表され、あわせてアルツハイマー病と認知症の研究のために自らの脳を同校に寄贈した。

## 受賞歴
- 1955年 ファイザー酵素化学賞
- 1997年 ノーベル化学賞
- 1998年 グレン・T・シーボーグ・メダル